# Разведчики (фильм)
«Разве́дчики» — советский чёрно-белый героико-приключенческий кинофильм о Великой Отечественной войне.

## Сюжет
Великая Отечественная война. 1945 год. Идут бои за город на Дунае. Река заминирована немцами, и это сковывает действие наших войск. Кроме того, город с миллионным населением остался без продовольствия. А ниже по течению стоят советские баржи с продовольствием. Командование поручает группе разведчиков трудную и опасную операцию – раздобыть у противника карту заминированных участков реки, для чего требуется проникнуть в захваченный немцами город.

## Интересные факты
- В своё время фильм был лидером проката (1969 год, 1557 копий, 10-е место) — 35 млн зрителей.
- Основан на реальных событиях. Бывший командир разведотряда Дунайской флотилии Виктор Калганов по прозвищу «Борода» стал консультантом создателей фильма.
- Фильм снимался в Калининграде и Риге. В качестве Дуная выступает река Преголя. В кадрах фильма видны такие объекты Калининграда как здание будущего КОИХМ (областного историко-художественного музея), кирха Лютера, Высокий мост и домик смотрителя, руины Кафедрального собора, Бургкирхи, Лёбинихтской гимназии. Многие сцены боёв в картине сняты на территории калининградских предприятий —  судостроительном заводе "Янтарь", площадке тарного комбината, в порту[1][неавторитетный источник].
- Алексей Смирнов играет разведчика и сам во время войны был опытным разведчиком.

## В ролях
| Актёр                | Роль                           |
| -------------------- | ------------------------------ |
| Иван Миколайчук      | командир разведгруппы Курганов |
| Леонид Быков         | разведчик Сашко Макаренко      |
| Константин Степанков | подпольщик Миклош Габор        |
| Андрей Сова          | боцман Черняк                  |
| Алексей Смирнов      | повар Вася Сигаев              |
| Гижури Кобахидзе     | разведчик Коберидзе            |
| Людмила Марченко     | Мари                           |
| Виталий Дорошенко    | младший лейтенант Кашкин       |
| Владимир Емельянов   | генерал                        |
| Лаврентий Масоха     | Карлоши                        |
| Валерий Панарин      | разведчик Селезнёв             |
| Юрий Цупко           | разведчик                      |

### В эпизодах
| Актёр              | Роль                    |
| ------------------ | ----------------------- |
| Александр Ануров   | полковник Клим Петрович |
| Владимир Волков    | капитан                 |
| Валентин Дуклер    | знакомый Карлоши        |
| Рудольф Дамбран    | немецкий полковник      |
| Анатолий Кучеренко |                         |
| Юрий Левченко      | разведчик               |
| Дмитрий Франько    | полковник Евсюков       |
| Валентин Черняк    | лейтенант Гончаров      |
| Виктор Шахов       | разведчик               |
| Анатолий Юрченко   | разведчик Николай       |

### Нет в титрах
| Актёр               | Роль                          |
| ------------------- | ----------------------------- |
| Борислав Брондуков  | солдат                        |
| Лев Перфилов        | немецкий офицер               |
| Александр Афанасьев | немецкий полковник            |
| Светлана Кондратова |                               |
| Мария Миколайчук    | регулировщица                 |
| Альфред Ребане      | партнер Карлоши по картам     |
| Витольд Янпавлис    | помощник немецкого полковника |